# Cantate-Domino-Kirche (Frankfurt am Main)

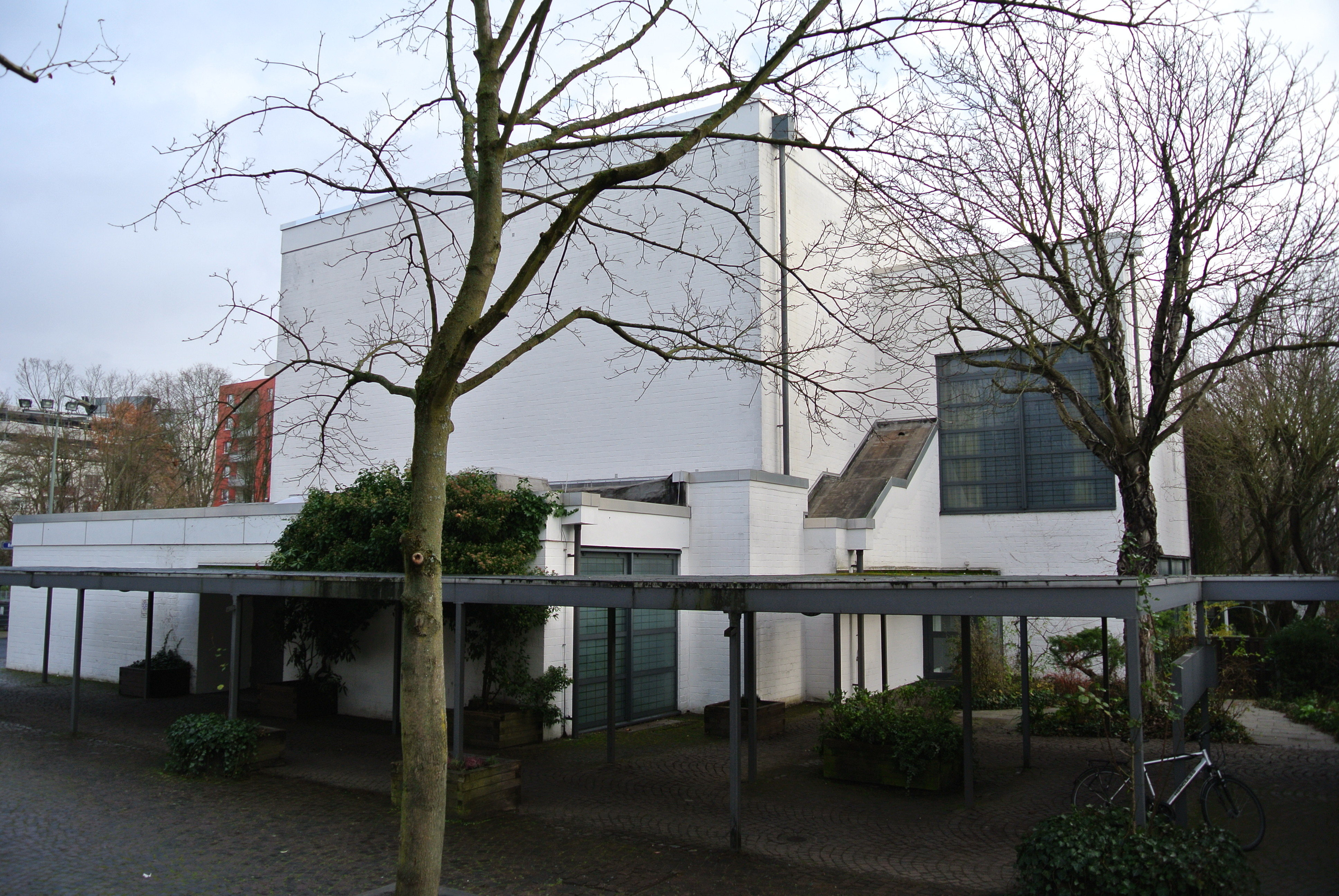
Kirche von Südwesten

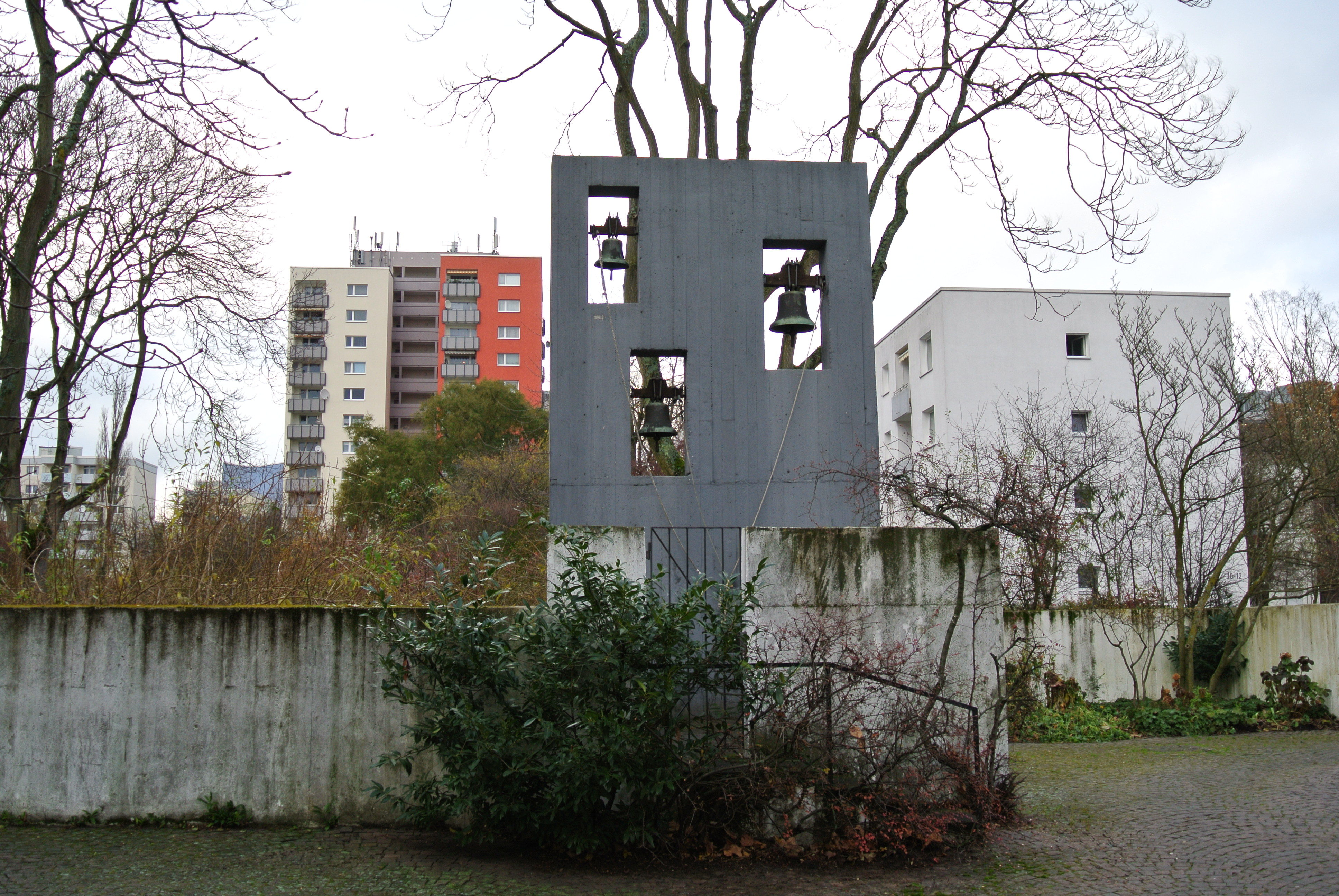
Cantate-Domino-Kirche, Glockenwand

Die evangelische Cantate-Domino-Kirche liegt in der Frankfurter Nordweststadt und entstand im Zuge der Stadtteilentwicklung in den Jahren 1963 bis 1966 nach Plänen der Architekten Walter Schwagenscheidt und Tassilo Sittmann. Sie gehört zur Evangelischen Kirchengemeinde Frankfurt am Main - Nordwest im Stadtdekanat Frankfurt und Offenbach in der Propstei Rhein-Main der Evangelischen Kirche in Hessen und Nassau.

## Lage
Die Kirche befindet sich an der Ernst-Kahn-Straße im Süden der Nordweststadt auf Heddernheimer Gemarkung. Sie ist Teil eines Stadtteilzentrums mit Sozial- und Bildungseinrichtungen. Hierzu gehören neben der Cantate-Domino-Kirche ein Kindergarten, die katholische St.-Sebastians-Kirche und die Römerstadtschule. Walter Schwagenscheidts Idee der Raumstadt folgend, nach der sich in der Nordweststadt verschiedene Gebäudetypen um die Freiräume gruppieren, ist das kirchliche Zentrum in das umliegende Wohnviertel integriert.

## Architektur
Die Cantate-Domino-Kirche passt sich mit ihrem kubischen Erscheinungsbild der umgebenden Wohnbebauung an. Kein Turm weist auf die Kirche hin. Sie besteht aus einer verschieden hohen, flach gedeckten Gebäudegruppe, die auch Gemeinderäume und Pfarrhaus umfasst. Vor dem eigentlichen Kirchengebäude, das sich von West nach Ost erstreckt, ist ein Platz angelegt. Am Rand weist eine bescheidene Glockenwand auf die Funktion der Anlage hin. Die äußerlich schmuck- und nahezu fensterlose Kirche hat weiße Außenwände. Erst später wurde der Name der Kirche in großen Lettern an die Fassade angebracht. Er ist Programm, denn Cantate Domino ist die Pflege der Kirchenmusik zugeschrieben – dementsprechend erinnert der Kirchenname an Psalm 98.
Über ein Foyer gelangt man in den von Tageslicht durchfluteten Innenraum, dessen Wände weiß geschlämmt sind. Der nahezu schmucklose, rund zwölf Meter hohe Raum erhält durch Glaskuppeln im Dach sein Licht. Die Akustik des Innenraums wurde dem Kirchennamen entsprechend ausgelegt. Die Wände haben unregelmäßig verteilte Lochsteinfelder und an den Betonrippen der Decke hängen Akustikelemente. Gegliedert wird der Raum von der auskragenden (Sänger-)Empore der Nordwand und dem südlich gelegenen Seitenraum mit Orgelempore. Unterhalb der Empore ist der Musikraum durch eine Glaswand abgetrennt – ursprünglich diente der Raum als besucheroffene „Tageskapelle“ u. a. zur besinnlichen Lektüre. Die Decke über der Empore ist ebenfalls mit Akustikelementen aus Holz versehen. Der Altarbereich im Osten ist durch drei Stufen leicht erhöht.
Die Kirche ist heute ein Kulturdenkmal aufgrund des Hessischen Denkmalschutzgesetzes.

## Ausstattung

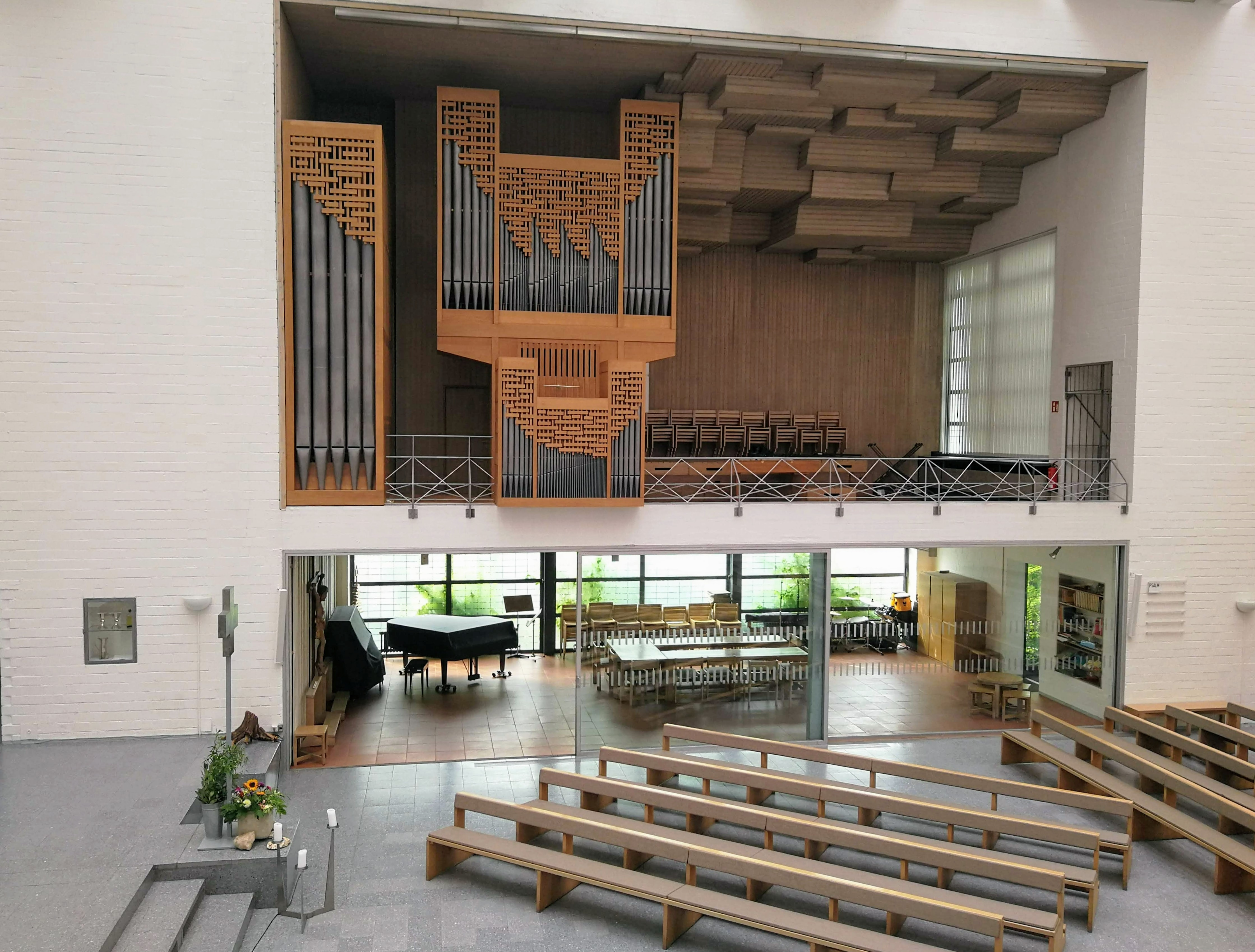
Innenraum mit Blick auf die Empore

Die helle Kirche ist geprägt von einem raumhohen farbigen Behang an der Wandfläche hinter dem Altar. Der zehn Meter lange und drei Meter breite Wollteppich wurde von Heinz Kreutz entworfen und ist abstrakt in verschiedenen Farben gestaltet. Der Altar aus Olivenholz, Standkreuz und Taufbrunnen wurden von den Architekten geplant und von Gotthold Schönwandt ausgeführt, der auch die Abendmahlgeräte fertigte. Ursprünglich wurde der Altar (von der Gemeinde aus gesehen) rechts durch eine Kanzel begleitet. Schon zur Bauzeit waren einzelne Ausstattungselemente beweglich gehalten, um den Kirchenraum für verschiedene liturgische und kirchenmusikalische Veranstaltungsformen jeweils passgenau nutzen zu können. Die heute schräg aufgestellten Bänke bieten 220 Personen Platz. Die Glocken stammen von der Gießerei Schilling.

## Orgel

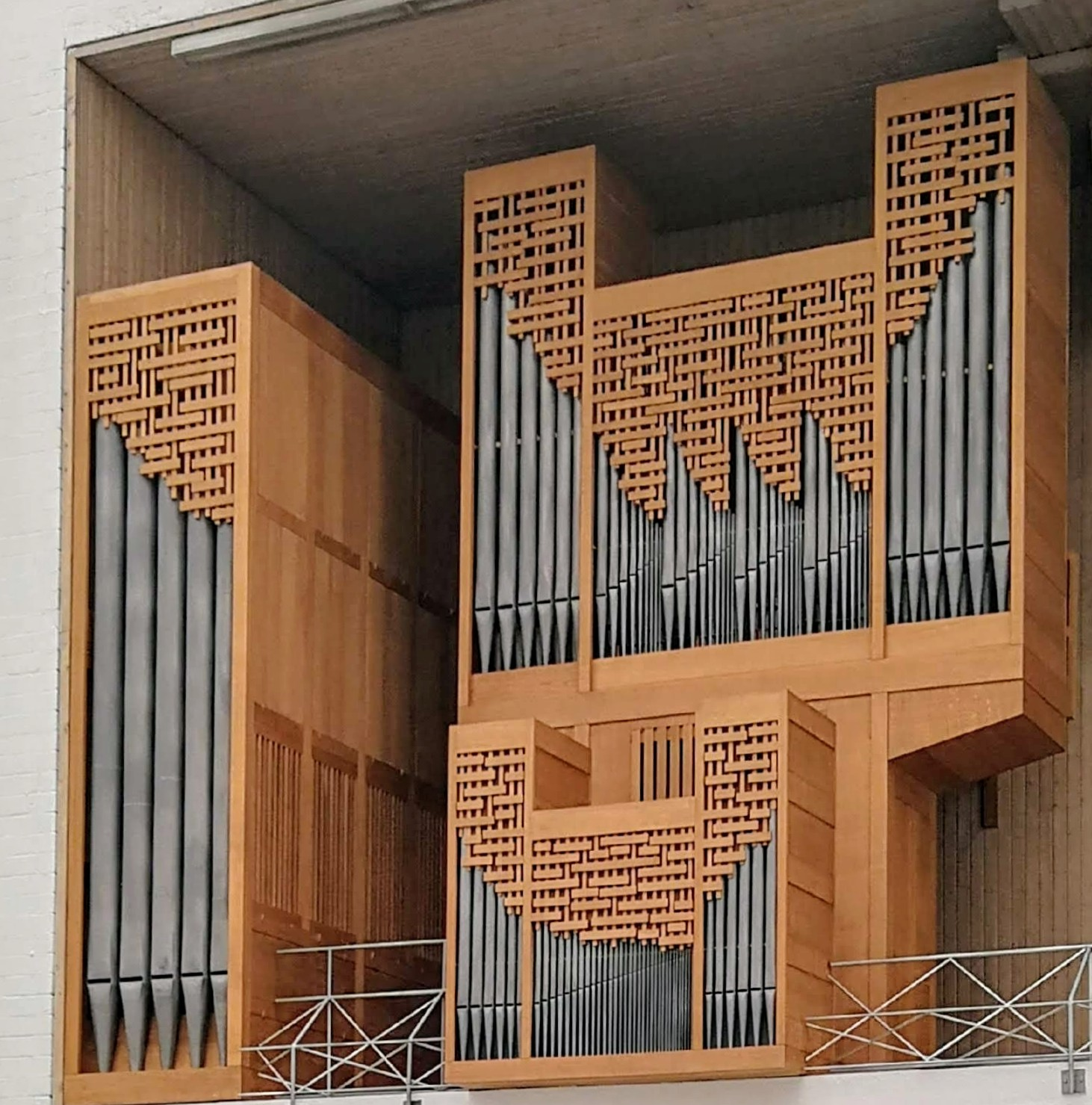
Orgel von 1970

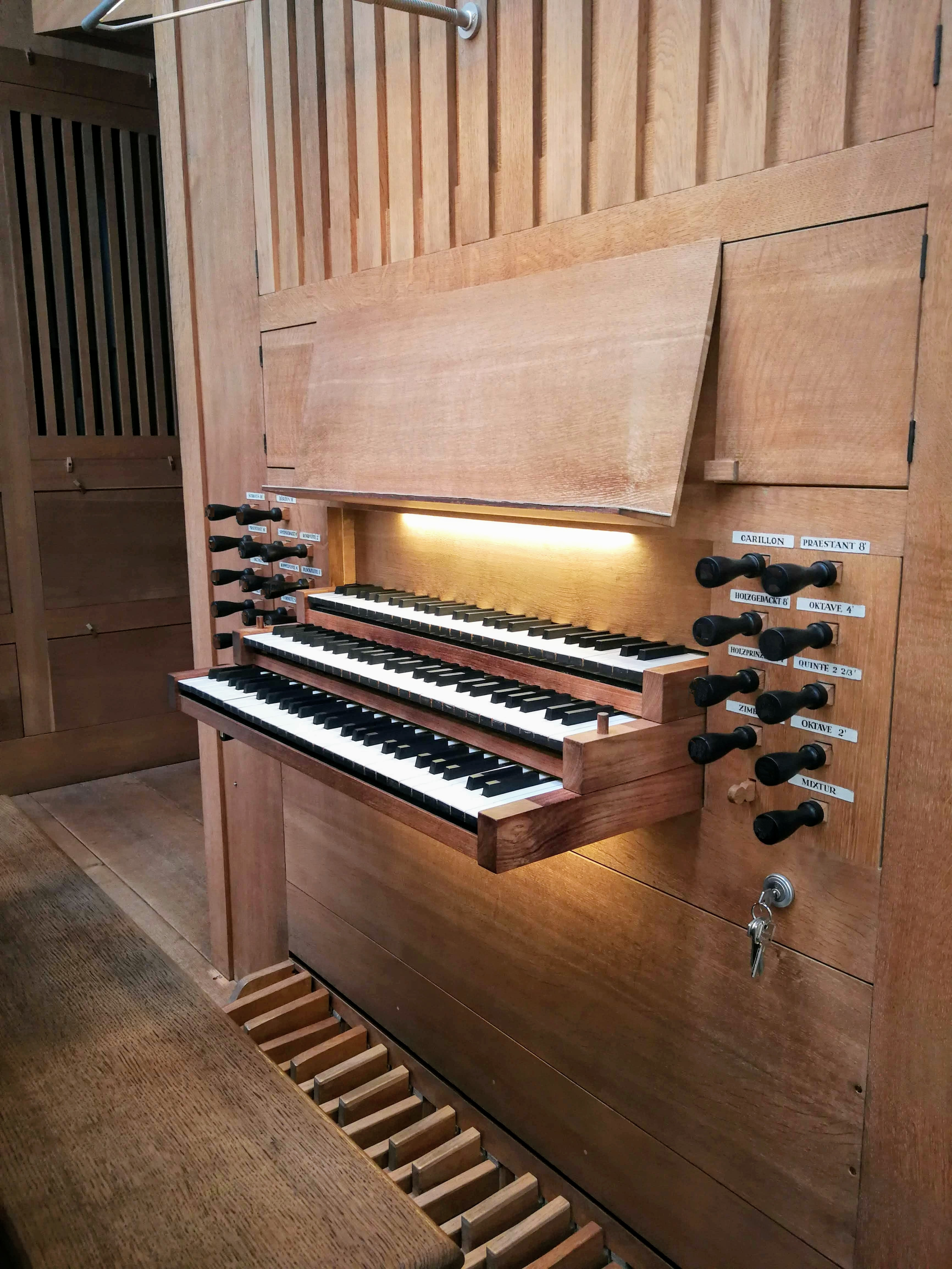
Spielschrank der Orgel

Die Orgel wurde 1970 von Ahrend & Brunzema im Stil der norddeutschen Barockorgel erbaut. Dieselbe Firma führte an der – inzwischen unter Denkmalschutz stehenden – Orgel 2017 eine Restaurierung durch.
Charakteristisch ist der Werkaufbau mit Rückpositiv, Hauptwerk, Brustwerk und freistehendem Pedalturm. Das dreimanualige Instrument mit mechanischen Schleifladen verfügt über 32 Register und hat folgende Disposition:
| I Rückpositiv C–f3 |       |
| Gedackt            | 8′    |
| Praestant          | 4′    |
| Rohrflöte          | 4′    |
| Waldflöte          | 2′    |
| Nasat              | 1 ⁄3′ |
| Sesquialtera II    |       |
| Scharff IV         |       |
| Krummhorn          | 8′    |
| Tremulant          |       |

| II Hauptwerk C–f3 |       |
| Bordun            | 16′   |
| Praestant         | 8′    |
| Spitzgedackt      | 8′    |
| Oktave            | 4′    |
| Koppelflöte       | 4′    |
| Quinte            | 2 ⁄3′ |
| Oktave            | 2′    |
| Cornett V         |       |
| Mixtur IV         |       |
| Trompete          | 8′    |

| III Brustwerk C–f3 |    |
| Holzgedackt        | 8′ |
| Holzprinzipal      | 4′ |
| Rohrflöte          | 2′ |
| Blockflöte         | 1′ |
| Zimbel II          |    |
| Regal              | 8′ |
| Carillon (ab c)    |    |
| Tremulant          |    |

| Pedal C–f1 |     |
| Praestant  | 16′ |
| Subbass    | 16′ |
| Oktave     | 8′  |
| Oktave     | 4′  |
| Mixtur V   |     |
| Posaune    | 16′ |
| Trompete   | 8′  |
| Clarine    | 4′  |

- Koppeln: I/II

## Gemeinde
Die Cantate-Domino-Gemeinde wurde im Juni 1960 gegründet. Bis zum Bau der Nordweststadt in den 1960er Jahren hatte die bereits Ende der zwanziger Jahre entstandene Siedlung Römerstadt keine eigene Kirchengemeinde, sondern gehörte zur Heddernheimer Thomasgemeinde. 1980 wurde die Römerstadtgemeinde in Cantate Domino umbenannt. Zum 1. Januar 2020 fusionierte die Gemeinde mit den benachbarten Gemeinden St. Thomas (Heddernheim), Dietrich Bonhoeffer (Nordweststadt) und Gustav Adolf (Niederursel) zur Evangelischen Kirchengemeinde Frankfurt am Main - Nordwest.
In der Kirche feiert auch die Frankfurter Gemeinde der Presbyterianischen Kirche von Ghana ihre Gottesdienste.